# رفيقي (فلم)
رفيقي (بالسواحيلية تعني صديق) هو فيلم درامي كيني صدر عام 2018 وأخرجته وانوري كاهيو. رفيقي هو قصة رومانسية تتطور بين فتاتين شابتين، كينا وزيكي، وسط الضغوط العائلية والسياسية حول حقوق مجتمع المثليين في كينيا. عرض الفيلم لأول مرة دولياً في قسم نظرة ما في مهرجان كان السينمائي عام 2018؛ وكان أول فيلم كيني يُعرض في المهرجان.

## القصة
كينا تساعد والدها جون موورا في إدارة متجر صغير في نيروبي بينما يترشح لانتخابات محلية. كينا تعيش مع والدتها التي ليست في علاقة جيدة مع جون. تبدأ كينا في التقاء زيكي، فتاة من الحي لديها شعر ملون، والتي تُعتبر أيضًا ابنة بيتر أوكيمي، منافس جون في السياسة. يقضي كينا وزيكي العديد من المواعيد الرومانسية ويصبحان قريبتين بسرعة، ولكن هناك توترات بشأن عرض مشاعرهما في العلن لأن المثلية محظورة في كينيا.
تشعر أصدقاء زيكي بالغيرة لأنها تقضي وقتًا كثيرًا مع كينا، وعندما يهاجمون كينا، تدافع زيكي عنها. تأخذ زيكي كينا إلى المنزل لتعالج جروحها، ولكن والدة زيكي تشاهدهما وهما يتبادلان القبلات. يهربان معًا للاختباء، ولكنهما يتم العثور عليهما من قبل النميمة في البلدة، التي تجلب مجموعة غاضبة لمهاجمة الفتاتين. يتم اعتقالهما جميعًا، ويتعين على آبائهما أن يأتوا لاستلامهما. لم تعد زيكي تتحمل رؤية كينا، ويُرسلها والديها للعيش في لندن. يرفض جون أن يدع كينا تتحمل اللوم على ما حدث، حتى لو تعني ذلك التخلي عن فرصته في الفوز في الانتخابات.
بعد بضع سنوات، تحققت أحلام كينا في أن تصبح طبيبة، وتسمع بأن زيكي قد عادت إلى البلدة. ينتهي الفيلم وهما يجتمعان: بعد كل هذه السنوات، لم يمت حبهما.

## فريق العمل
- سامانثا موغاتسيا في دور كينا
- شايلا مونييفا في دور زيكي
- نيفيل ميساتي في دور بلاكستا
- نايس غيتينجي في دور ندوتا
- نيني واسيرا في دور ماما أتيم
- موثوني غاتيشا في دور ميرسي
- فيتاليس واويرو في دور جون موورا
- جيمي جاثو في دور بيتر أوكيمي
- دينيس موسيوكا في دور كاماو
- باتريشيا أميرا في دور ماما زيكي

## الإنتاج
تم استلهام الفيلم من قصة مونيكا أراك دي نايكو القصيرة شجرة الجامبولا التي فازت بجائزة كين للأدب في عام 2007. تم اختيار عنوان الفيلم رفيقي (الذي يعني صديق بالسواحيلية)، لأنه بسبب رهاب المثلية في المجتمع، غالبًا ما يحتاج الشركاء في علاقة مثلية إلى تقديم شريكهم كـ صديق، حتى لو كانوا أكثر من صديق.
استغرق الأمر عدة سنوات للعثور على تمويل لإنتاج الفيلم. حاول صناع الفيلم في البداية الحصول على تمويل في كينيا، ولكن ذلك لم يكن ممكنًا، لذا وجدوا شركاء للإنتاج في أوروبا بالإضافة إلى تمويل من لبنان والولايات المتحدة.
لعبت الألوان دورًا مهمًا في التصوير السينمائي والإخراج الفني للفيلم. أراد صناع الفيلم أن يظهروا أن نيروبي هي مدينة ملونة للغاية، ولهذا السبب يوجد الكثير من الألوان في الفيلم. تُظهر المشاهد الحميمة بين كينا وزيكي بألوان باستيل أكثر رقة بدلاً من التباين القوي للألوان في المشاهد الأخرى.
كانت رفيقي أول فيلم للممثلة سامانثا موغاتسيا. اكتشفتها كاهيو في حفلة صديق وطلبت منها أن تجري الاختبار للدور، حيث كانت تمتلك بعض خصائص شخصية كينا. وكانت شايلا مونييفا قد قامت بأدوار في أفلام سابقة.

## الاستقبال
على موقع ميتاكريتيك، حصل الفيلم على درجة 68 من أصل 100 استنادًا إلى آراء 17 ناقدًا، مما يشير إلى استقبال إيجابي بشكل عام.

### حظر في كينيا
تم حظر فيلم رفيقي من قبل مجلس تصنيف الأفلام في كينيا بسبب موضوع المثلية الجنسية والنية الواضحة للترويج للسحاقية في كينيا على خلاف القانون. طلب المجلس من مخرج الفيلم تغيير النهاية، لأنها كانت متفائلة وإيجابية للغاية. رفضت كاهيو ذلك، مما أدى إلى حظر الفيلم. حذر مجلس تصنيف الأفلام في كينيا من أن أي شخص يتم العثور عليه بحوزته للفيلم سيكون مخالفًا للقانون في كينيا، حيث يُعاقب الجنس المثلي بالسجن لمدة 14 عامًا. أثار الحظر غضبًا دوليًا من داعمي حقوق المثليين.
قامت مخرجة الفيلم، وانوري كاهيو، بمقاضاة حكومة كينيا، للسماح بعرض الفيلم وأن يكون مؤهلاً للتقديم كمرشح كيني لجائزة الأوسكار لأفضل فيلم أجنبي في الدورة 91 لجوائز الأوسكار. في 21 سبتمبر 2018، رفعت المحكمة العليا الكينية حظر الفيلم مؤقتًا، مما سمح بعرضه في البلاد لمدة سبعة أيام وتحقيق الحد الأدنى من متطلبات التأهيل. بمجرد رفع الحظر، عُرض الفيلم لجماهير حاشدة في سينما في نيروبي. على الرغم من التنازل، لم يتم اختياره كمرشح لكينيا في فئة الفيلم الأجنبي، حيث تم اختيار فيلم سوبا مودو بدلاً منه.

### الجوائز
فازت موجاتسيا بجائزة أفضل ممثلة في مهرجان فيسباكو 2019 في واغادوغو، بوركينا فاسو عن دورها ككينا.